# Dècada del 40 aC

## Esdeveniments
- 49 aC, les tropes de Juli Cèsar creuen el Rubicó donant inici a la Segona Guerra Civil Romana.
- 44 aC, Juli Cèsar mor assassinat.

## Personatges destacats
- Juli Cèsar (100 aC-44 aC), general i polític romà que va crear els fonaments de l'Imperi Romà.
- Cleopatra VII (69 aC-30 aC), l'última reina d'Egipte, de la dinastia hel·lènica dels Ptolemeu.
- Marc Antoni (83 aC-30 aC), militar i polític romà